# Otrokiv, Nova Ușîțea
Otrokiv (în ucraineană Отроків) este localitatea de reședință a comunei Otrokiv din raionul Nova Ușîțea, regiunea Hmelnîțkîi, Ucraina.

## Demografie
Componența lingvistică a localității Otrokiv
     Ucraineană (99,1%)
     Alte limbi (0,9%)
Conform recensământului din 2001, majoritatea populației localității Otrokiv era vorbitoare de ucraineană (99,1%), existând în minoritate și vorbitori de alte limbi.